# Gerhard Stöck
Gerhard Stöck, född 28 juli 1911 i Kaiserswalde, död 29 mars 1985 i Hamburg, var en tysk friidrottare.
Stöck blev olympisk mästare i spjutkastning vid olympiska sommarspelen 1936 i Berlin.